# Rykolanka
Die Rykolanka ist ein kleiner linker Zufluss der Pilica in der Woiwodschaft Masowien in Polen. Sie gehört damit dem Flusssystem der Weichsel an.

## Geografie
Die Rykolanka entspringt in der Nähe des Dorfs Łęczeszyce rund 11 Kilometer südlich der Stadt Grójec in der Mesoregion der Wysoczyzna Rawska, fließt zunächst in südöstlicher und dann in südlicher Richtung, nimmt dabei die von rechts kommende Dylówka und kurz vor ihrer Mündung die von links zufließende Borówka auf und mündet nach einem Lauf von rund 19,5 Kilometern Länge bei Przybyszew rund 6 km westlich von Białobrzegi in die Pilica. Ihr Einzugsgebiet wird mit 162,2 km² angegeben.